# Nagasari (Leles)
Nagasari is een bestuurslaag in het regentschap Cianjur van de provincie West-Java, Indonesië. Nagasari telt 2512 inwoners (volkstelling 2010).